# Antonov An-71
De An-71 (Russisch: Ан-71) (NAVO-codenaam: Madcap) was een tweemotorig straalvliegtuig van de Oekraïense vliegtuigbouwer Antonov. Het design is gebaseerd op de An-72. De romp is compleet geherstructureerd om de radome van de radar beter te ondersteunen. Haar eerste vlucht vond plaats op 12 juli 1985. Het vliegtuig kwam echter nooit door het prototype stadium heen.